# Samanea saman

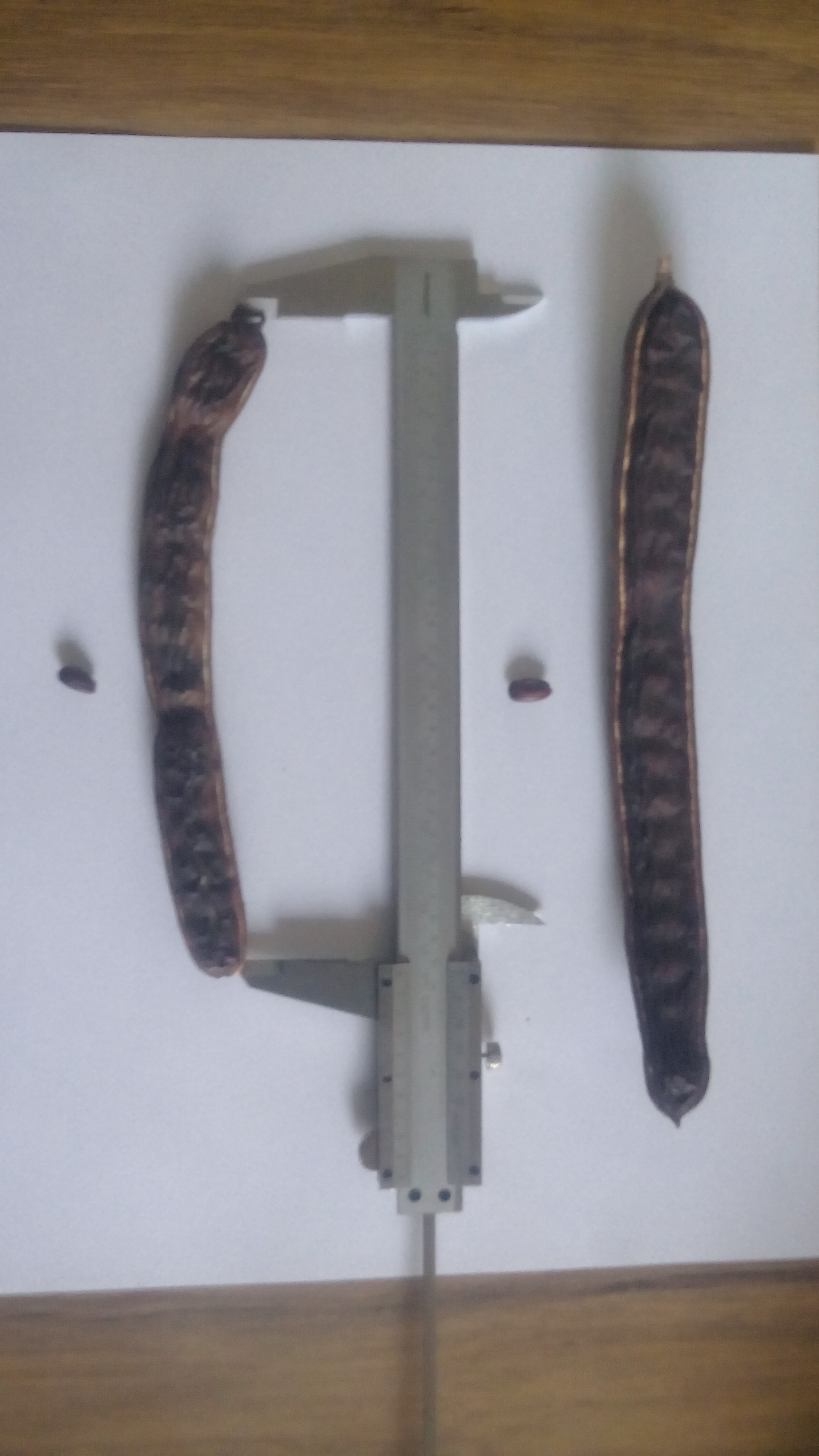
Vainas y semillas de samán (Samanea saman). Acarigua, Estado Portuguesa, Venezuela.

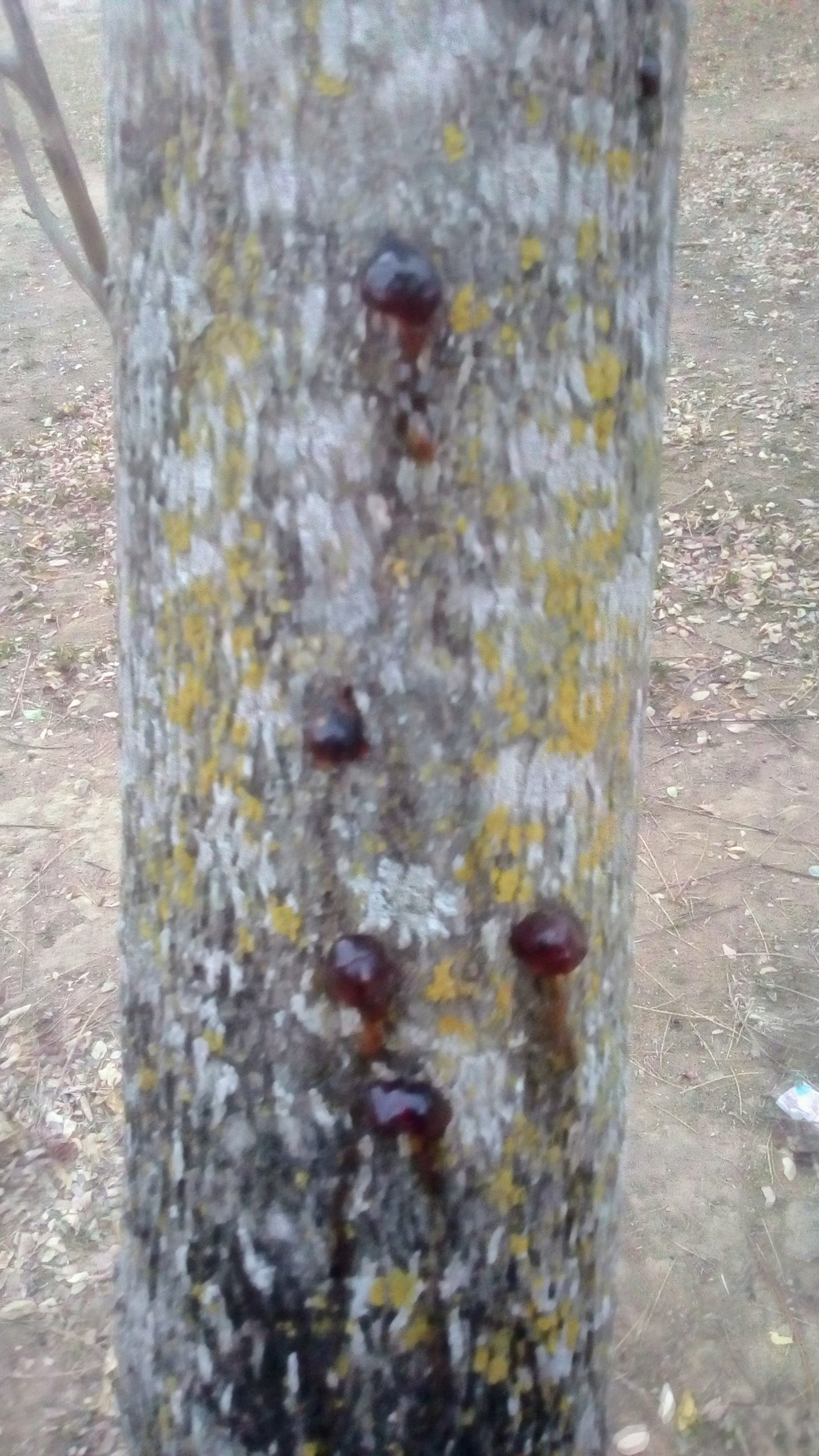
Ámbar del samán.

Samanea saman, también conocido como árbol de la lluvia, campano,  cenízaro, cenícero, couji de Caracas, samán,  tamarindo,  es una especie botánica de árbol de hasta 20 m, con un dosel alto y ancho, de grandes y simétricas coronas. Pertenece a la familia  de las Fabaceae (orden Fabales). Su etimología Samanea, es de su nombre nativo sudamericano saman, uno de los árboles emblemáticos de Venezuela.

## Taxonomía
Desde 1974 hay desacuerdo en el nombre científico de esta especie. Basado en las características de las vainas y las inflorescencias, el botánico Ivan C. Nielsen incluyó el género Samanea en sinonimia bajo el género Albizia, otros botánicos por su parte recomendaron la reincorporación de Samanea como un taxón separado basado en características morfológicas diferentes.  En la actualidad algunas autoridades aceptan el nombre Samanea saman, otros por su parte toman Albizia saman como el nombre aceptado.

## Etimología
El nombre científico aceptado por algunas autoridades es Samanea saman se origina de la corrupción lingüística del nombre español del árbol en el norte de Venezuela, "zaman", que significa árbol parecido a una mimosa. El nombre común árbol de lluvia hace referencia al hábito del árbol de plegar las hojas antes de la lluvia, o a la lluvia de secreciones de las cigarras chupadoras de savia que descansan sobre el árbol.
En Hispanoamérica, se le conoce como samán, cenízaro, lara, cenicero, genízaro, carreto, carreto negro, delmonte, dormilón, guannegoul, algarrobo del país, algarrobo, campano, carabeli, couji, lara, urero o zarza en español; y chorona en portugués.
En Indonesia se le conoce como trembesi, kayudan, ki hujan. En Malasia hujan-hujan, pukul lima. En Filipinas se llama acacia. En Camboya âmpül barang. En Tailandia se le conoce como kampu, chamchuri, chamcha, y en Vietnam me tây.

## Descripción
Árbol con forma de un paraguas muy extenso generalmente de hasta 30 m de altura en paisajes urbanos, puede alcanzar los 60 m en su área natural. su copa llega a medir hasta 50 m o más de diámetro. Tiene hojas compuestas, bipinnadas de 3-9 pares de hasta 1 dm de largo, de 2-4 dm de longitud, raquis piloso, y las flores, de color rosado, se reúnen en inflorescencias vistosas situadas al final de las ramitas. Los frutos son legumbres o vainas oscuras de 8 a 20 cm de largo. Se puede encontrar con flores en los meses de octubre a abril, y con frutos de noviembre a marzo.
Es un árbol de crecimiento lento, sus raíces son superficiales y es de vida larga. Se reproduce por semilla, pero también se puede propagar a través de esquejes de tallo y raíz, aunque es difícil lograr su cultivo en zonas ganaderas por ser una planta forrajera (hojas y frutos) por lo que cuando son pequeños constituyen un alimento muy apetecible por el ganado y por lo tanto, vulnerables. Se ha dado el caso de que algunos samanes han logrado crecer espontáneamente en los Llanos venezolanos a partir de alguna semilla en la bosta del ganado. 
De gran corpulencia, es una especie maderable muy importante, con una madera blanquecina, ligera (densidad 0,4 aproximadamente), aunque dura. En los Llanos venezolanos y colombianos, los samanes no suelen presentar vegetación a su sombra, más por el hecho de que el ganado vacuno utiliza estos espacios como majada que por otro motivo. A ello se añade el hecho de que la lluvia se escurre desde el centro de la copa hacia afuera, por lo que el agua que llega al suelo suele ser bastante escasa.

### Interacciones bióticas
'Albizia saman' ha sido reportada como planta hospedera de la mariposa Melanis electron.

## Hábitat
Es una especie nativa de la zona intertropical americana, desde el sur de México hasta Perú y Brasil, ampliamente introducida en las islas del Caribe como Puerto Rico y del Pacífico como Hawái. También se ha introducido en otros continentes como el asiático: específicamente en la India tropical, y también en Bengala (Bangladés).
El árbol crece en variedad de condiciones climáticas y suelos, desde el nivel del mar hasta los 1000 m de altitud. Se ubica tanto en climas monzónicos como ecuatoriales con precipitaciones anuales de 1000-2500 mm. No se adapta fácilmente a climas con una estación seca pronunciada.  Crece mejor en climas con temperatura mínima media del mes más frío de 18-22 °C y una temperatura máxima media del mes más cálido de 24-30 °C y requiere altas intensidades de luz. Los requisitos del suelo varían de moderadamente ácido a alcalino, pH 5.5-8.5. Crece bien en suelos arcillosos o arenosos y resiste el encharcamiento estacional.
La distancia recomendada de plantación es de 18 m a lo largo de los caminos y de 24 m en espacios abiertos. Los árboles sembrados cerca unos de otros en condiciones de plantación producen menos ramas y un tronco más largo y despejado adecuado para uso maderero. El árbol es relativamente libre de plagas.

## Usos

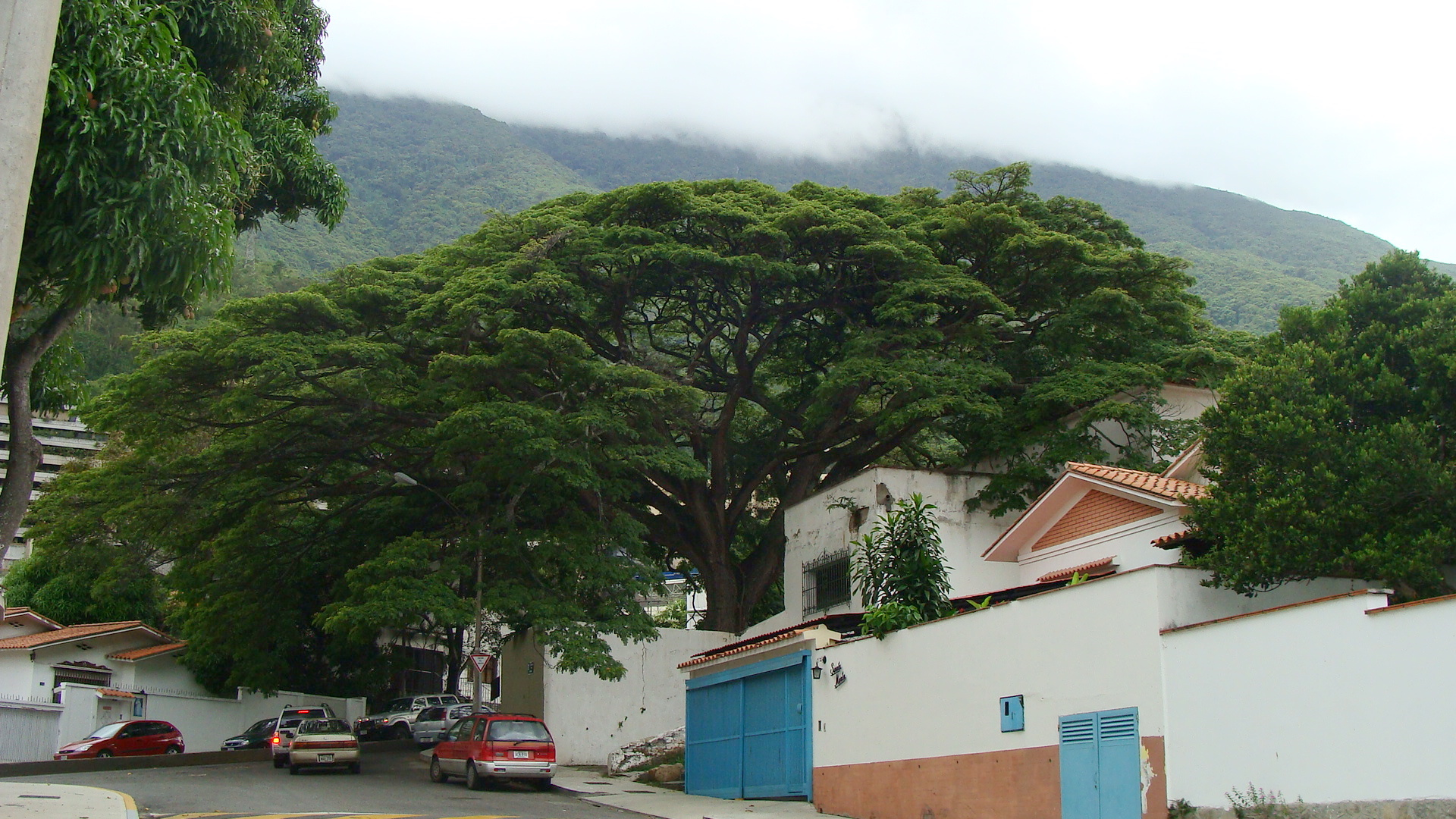
Un corpulento samán al pie del Ávila, en Caracas. La escasez de espacio para crecer es la responsable de la asimetría del árbol. Ha dañado parte de la quinta y se ha extendido sobre otra casa al otro lado de la calle.

Presenta diverso usos, desde planta forrajera y maderable hasta como una buena fuente de alcohol absoluto y etanol. En Venezuela y Colombia se usa en los estados ganaderos para dar sombra al ganado y como forrajera por sus legumbres verdes. La madera se utiliza en ebanistería, construcción y, como leña y carbón de buena calidad así como para fabricar papel.
También se cultiva como ornamental. Es usualmente recomendado para la reforestación de zonas costeras degradadas, amenazadas por la erosión del suelo y la desertificación. En algunas regiones el fruto se come, la pulpa pegajosa, dulce y con sabor a regaliz de las vainas de las semillas se comen crudas o se convierte en una bebida, y en tiempos de hambruna las hojas tiernas se comen en ensaladas sin embargo las semillas son tóxicas. Debido a su prolífica floración, también es rentable para la producción de miel.
En algunas zonas, partes del árbol son usadas con supuestos fines medicinales, se mastican las semillas para tratar el dolor de garganta. De la infusión de hojas frescas y corteza interior se prepara té para tratar la diarrea. La cocción de corteza o raíz se utiliza en baños calientes para tratar el cáncer de estómago, sin embargo no hay evidencia que respalde estos usos.
Las vainas de semillas molidas se usan para hacer biocombustibles, o se les da forma de bolas y se secan para obtener sustitutos de las pelotas de críquet. En Tailandia el árbol se utiliza como hospedante de Laccifer lacca que se alimenta de la corteza del árbol, cubre las ramas con un pigmento resinoso rojizo y que es transformado posteriormente en goma laca. También produce una goma de inferior calidad usada como sustituto de la goma arábiga. Las semillas secas son usadas para fabricar collares u otros objetos artesanales.

## Historia
Durante sus viajes de 1799 a 1804 por las Américas, Alexander von Humboldt se encontró con un árbol saman gigante cerca de Maracay, Venezuela. Midió la circunferencia de la copa en forma de sombrilla en unos 180,8 metros,  su diámetro era de unos 59,6 metros, en un tronco de unos 2,8 metros de diámetro y alcanzando casi 19 metros de altura. Humboldt mencionó que se informó que el árbol ha cambiado poco desde la colonización española de Venezuela; calculó que era tan antiguo como el famoso drago canario de Icod de los Vinos en Tenerife.
Es el árbol emblemático del estado Aragua de Venezuela, y en Turmero, cerca de la capital del estado, Maracay, se encuentra el Samán de Güere, donde se reunió el ejército de Simón Bolívar durante la Guerra de la Independencia y que constituye una especie de símbolo nacional de Venezuela. El parque “José Manuel Saavedra Galindo” del municipio colombiano de Guacarí, departamento del Valle del Cauca, albergó un emblemático samán cuya imagen está grabada en el anverso de la moneda de 500 pesos emitida por el Banco de la República en 1993; el grabado es obra del artista caldense David Manzur.

### ParqueAgustín Codazzi
También en el estado Aragua, en Venezuela, existe un bosque cultivado de samanes, ubicado cerca de La Encrucijada y de la ciudad de Cagua. A mediados del siglo XX, la gran cantidad de samanes en este parque obligaba a un mayor crecimiento de los árboles por la  proximidad a los demás, que sólo dejaban un espacio reducido para obtener la necesaria insolación. Como resultado de ello, muchos de estos samanes tenían una silueta más parecida a un carocaro  (árbol de Guanacaste u oreja de elefante) o Enterolobium cyclocarpum que a un verdadero samán.

### Anacahuite
En el parque central del municipio de San Nicolás, departamento de Santa Bárbara, Honduras, está plantado un anacahuite, nombre local para el samán o árbol de lluvia. Según el registro oficial este árbol fue sembrado el 28 de mayo de 1928 por Gilberto Valle Castellón, en un acto realizado con motivo del día del árbol. El árbol es ahora el símbolo del pueblo de San Nicolás y atracción turística, su atractivo se basa en su gigantesca copa que cubre aproximadamente un 60% del parque central. Bajo su sombra se realizan diversos actos culturales, como el tradicional "Festival de la rosquilla" y la mayoría de los que han sido presidentes de Honduras, desde la restauración de la democracia en 1982, han reunido a sus seguidores locales bajo su sombra cuando han estado en campaña electoral.

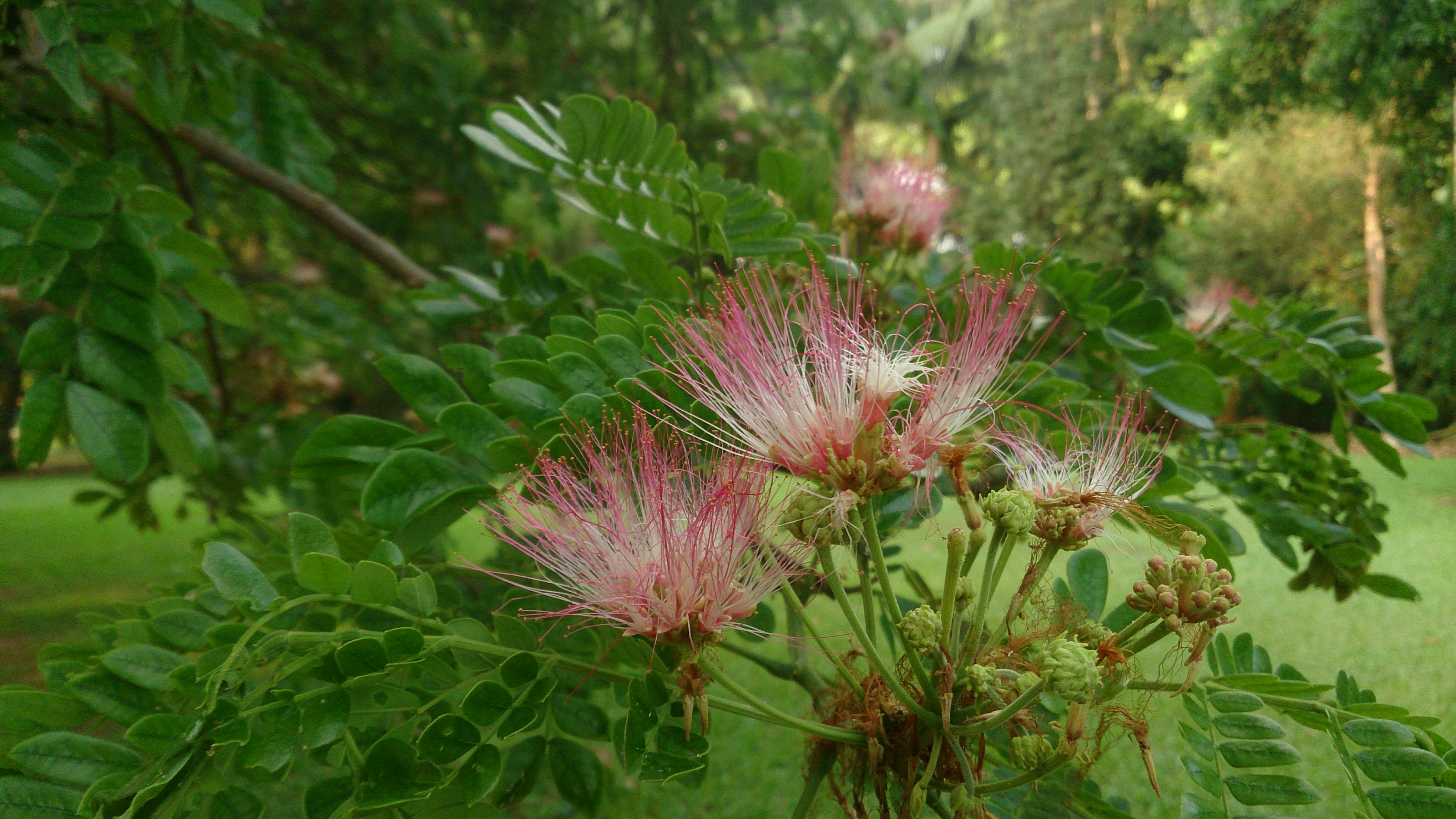
Flores de samán.

## Galería

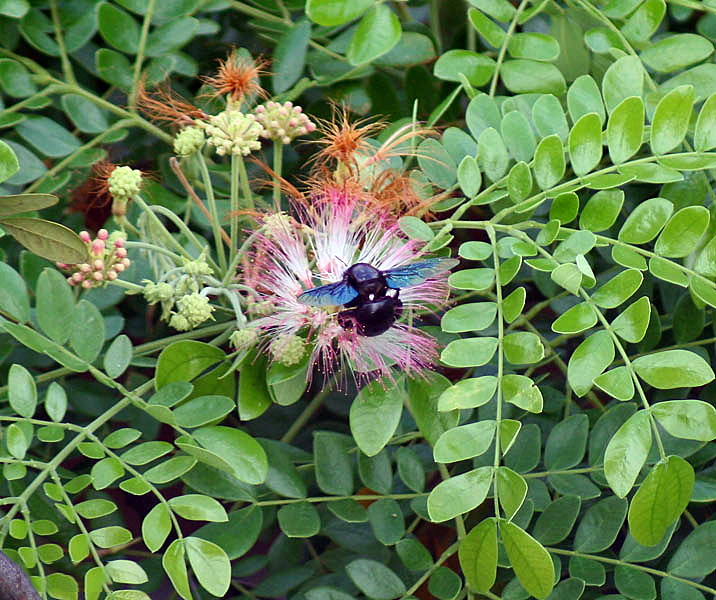
Flores y brotes.
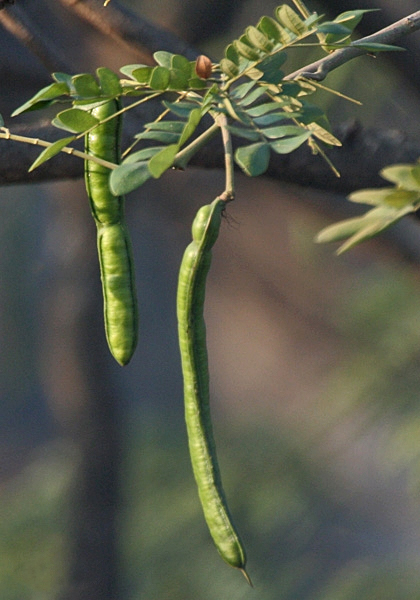
Legumbre.
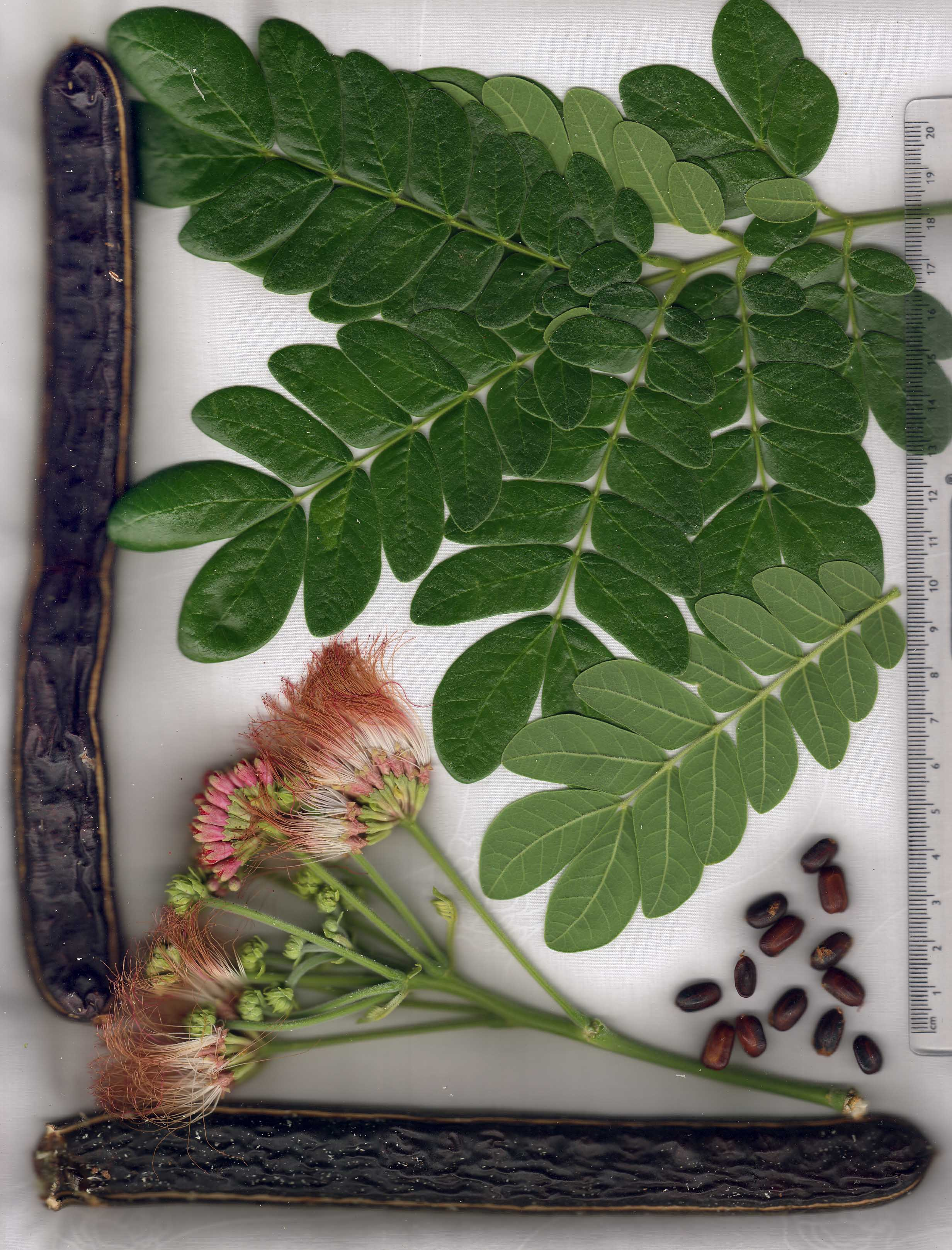
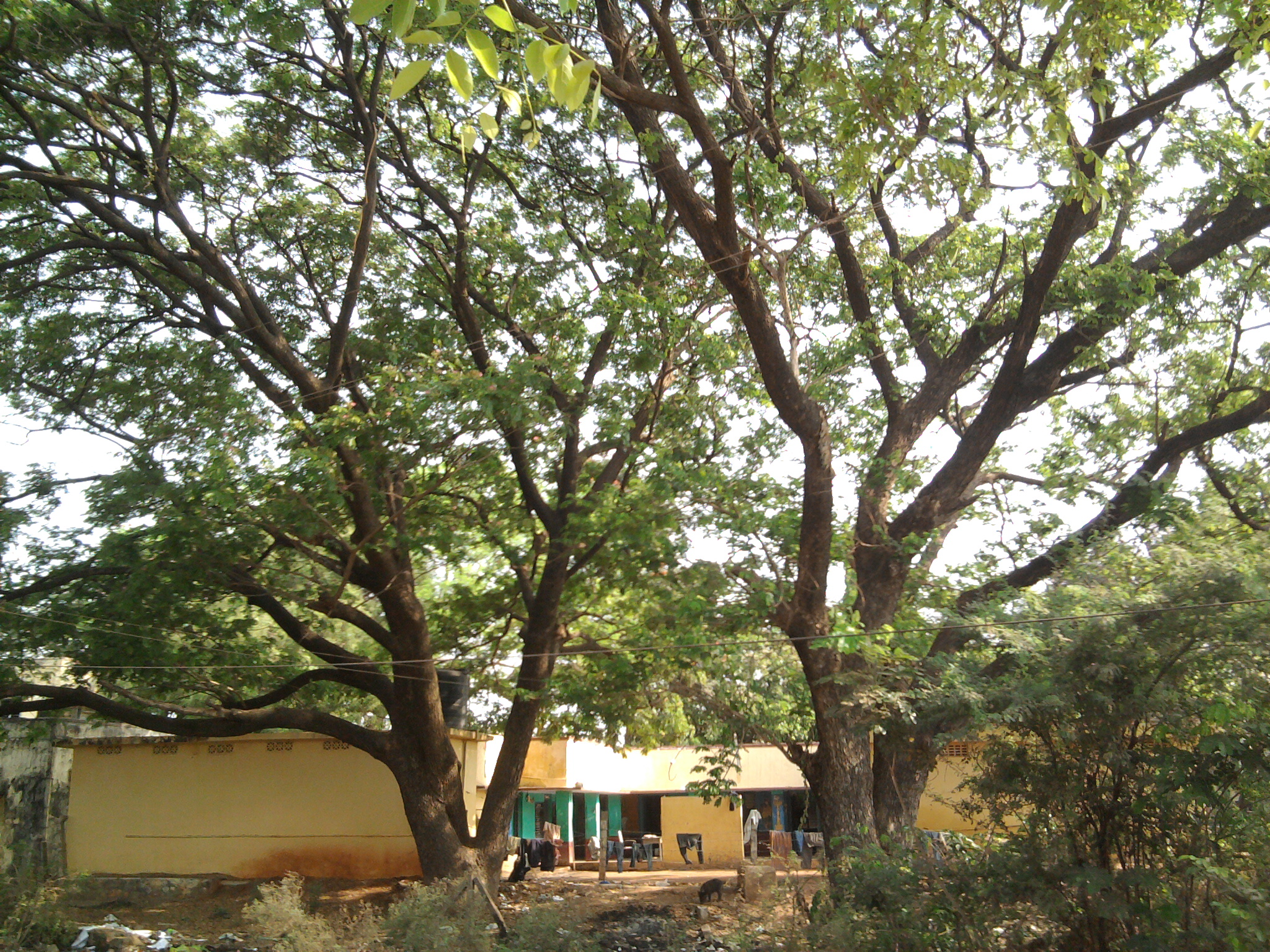
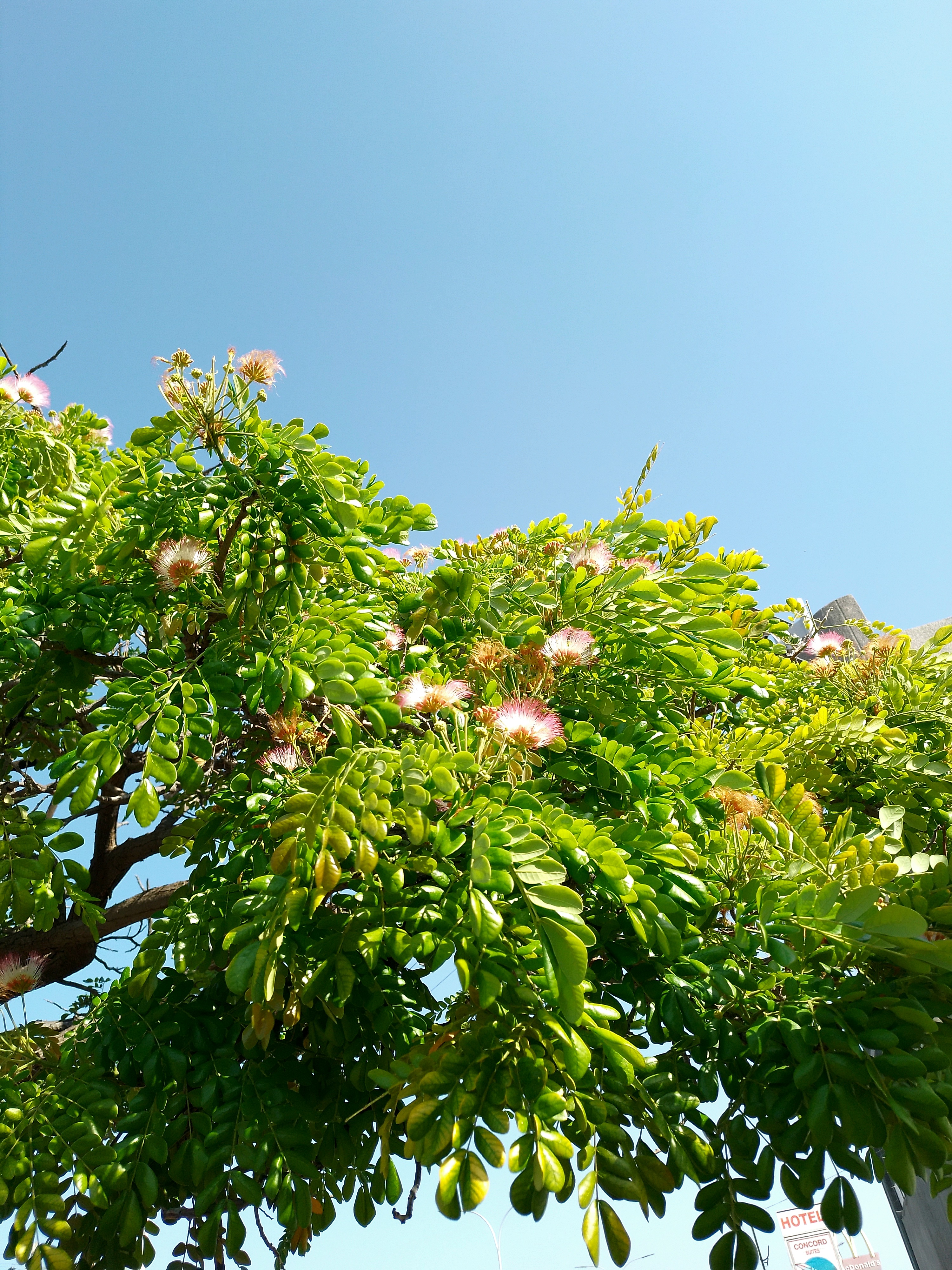